# Ommelsbach
Der Ommelsbach ist ein etwa 5,5 km langer Bach im rheinland-pfälzischen Landkreis Neuwied. Er fließt im Mittelgebirge Westerwald und mündet in Isenburg von rechts in die Sayn.

## Geografie

### Verlauf
Der Ommelsbach entspringt etwa 500 m südöstlich der Ortsgemeinde Kleinmaischeid kurz vor der Grenze zur Ortsgemeinde Großmaischeid. Von hier verläuft er nach Südwesten und empfängt etwa 2 km westlich von Großmaischeid den Großmaischeider Bach, der von links eintritt und der länger sowie geringfügig einzugsgebietsreicher ist als der Ommelsbach selbst bis zum Zufluss. Entlang der Bundesstraße 413 nach Südwesten und dann immer mehr Süden fließend, ist er zunächst Grenzbach zwischen Groß- und Kleinmaischeid. Er passiert Kettemers Mühle, die links am Lauf steht, nach welcher die Ortsgemeinde Isenburg ans rechte Ufer grenzt, dann die Ommelsbacher Mühle, eine linksseits an einem Mühlkanal stehende ehemalige Senfmühle.
Auf seinem letzten halben Kilometer durchläuft der Ommelsbach den Ort Isenburg. Dort fließt er wenige Meter östlich des Wehrtores Alte Porz (Teil der Wehrmauern) von rechts in den Saynbach ein. Der Ommelsbach mündet nach 5,7 km langem Lauf mit mittlerem Sohlgefälle von etwa 23 ‰ rund 129 Höhenmeter unterhalb seiner Quelle.

### Zuflüsse
- Großmaischeider Bach, von links und Westen auf etwa 218 m ü. NHN westlich von Großmaischeid, 2,89 km und 2,52 km², GKZ 271258-2
- Buschgraben, von links und Südosten auf etwa 204 m ü. NHN In der Bornwies, 0,21 km und 0,17 km², GKZ 271258-94
- (Abfluss des Kettemersmühlbrunnens), von links und Nordosten auf etwa 169 m ü. NHN nach Kettemers Mühle, 0,19 km und 0,15 km², GKZ 271258-96